# Rowlandius
Rowlandius är ett släkte av spindeldjur. Rowlandius ingår i familjen Hubbardiidae.

## Dottertaxa tillRowlandius, i alfabetisk ordning[1]
- Rowlandius abeli
- Rowlandius alayoni
- Rowlandius anasilviae
- Rowlandius baracoae
- Rowlandius biconourus
- Rowlandius casabito
- Rowlandius cousinensis
- Rowlandius cubanacan
- Rowlandius cupeyalensis
- Rowlandius decui
- Rowlandius desecheo
- Rowlandius digitiger
- Rowlandius ducoudrayi
- Rowlandius dumitrescoae
- Rowlandius engombe
- Rowlandius falcifemur
- Rowlandius florenciae
- Rowlandius gladiger
- Rowlandius gracilis
- Rowlandius guantanamero
- Rowlandius insignis
- Rowlandius isabel
- Rowlandius jarmillae
- Rowlandius labarcae
- Rowlandius lantiguai
- Rowlandius littoralis
- Rowlandius longipalpus
- Rowlandius marianae
- Rowlandius melici
- Rowlandius mixtus
- Rowlandius moa
- Rowlandius monensis
- Rowlandius monticola
- Rowlandius naranjo
- Rowlandius negreai
- Rowlandius peckorum
- Rowlandius primibiconourus
- Rowlandius ramosi
- Rowlandius recuerdo
- Rowlandius reyesi
- Rowlandius serrano
- Rowlandius siboney
- Rowlandius steineri
- Rowlandius sul
- Rowlandius terueli
- Rowlandius toldo
- Rowlandius tomasi
- Rowlandius vinai
- Rowlandius virginiae
- Rowlandius viridis